# Caribbomerus productus
Caribbomerus productus är en skalbaggsart som först beskrevs av White 1855.  Caribbomerus productus ingår i släktet Caribbomerus och familjen långhorningar. Inga underarter finns listade.